# Daisy Zamora
Daisy Zamora, född 20 juni 1950 i Managua, Nicaragua är en nicaraguansk poet och politisk aktivist.
Zamora har sedan debuten 1981 utgivit flera mycket lästa diktsamlingar på spanska, bland andra Tierra de Nadie, Tierra de Todos ("Ingens land, allas land"), 2007. Hon har även sammanställt den första antologin med kvinnliga nicaraguanska poeter. Hon var politiskt aktiv i sandinisterna på 1970-talet och chef för Radio Sandinos hemliga sändningar. Efter segern i revolutionen blev hon utsedd till vice kulturminister i Nicaragua. Hon har länge varit välkänd för sin politiska aktivism och kamp för kvinnors rättigheter. Zamoras dikter, essäer och artiklar är publicerade i tidningar och litterära tidskrifter i bland annat Latinamerika, USA och Europa. Hennes dikter är översatta till ett tiotal språk och har publicerats i mer än femtio  antologier på bland annat engelska, franska, tyska, svenska, italienska, ryska, nederländska, kinesiska och vietnamesiska.